# Lize Marke

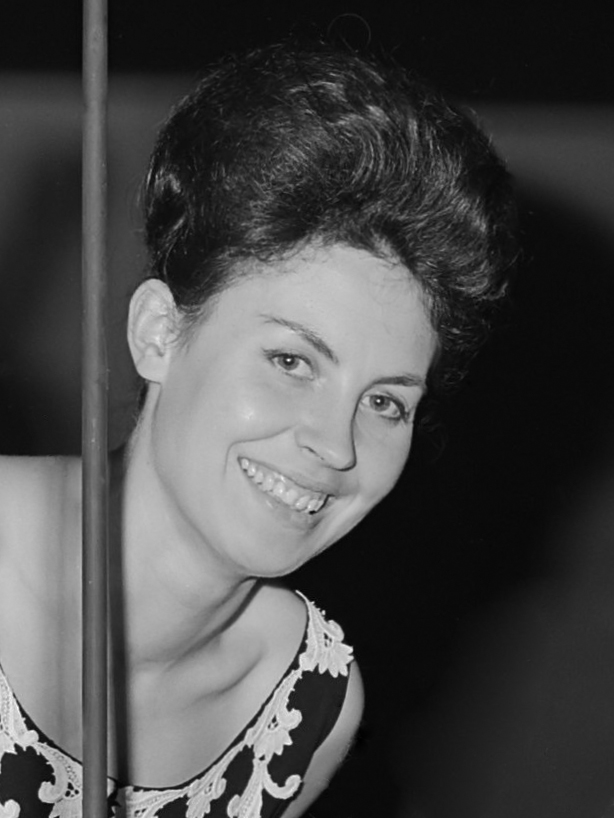
Lize Marke (1963)

Lize Marke (nome verdadeiro: Liliane Couck, 1 de dezembro de 1936-) é uma cantora belga que ficou conhecida internacionalmente por ter representado a Bélgica no Festival Eurovisão da Canção 1965, com a canção "Als het weer lente is" 

## Festival Eurovisão da Canção
Marke começou a cantar profissionalmente em e participou pela primeira vez na seleção belga para  o Festival Eurovisão da Canção 1963, quando interpretou duas canções, "Luister naar de wind" e "Saksisch porselein",que terminaram em segundo e quarto lugar respetivamente.
Marke cantou todas a seis canções na final belga e a canção  "Als het weer lente is" ("Quando é primavera outra vez") foi escolhida para representar a Bélgica no Festival Eurovisão da Canção 1965 que teve lugar em 20 de março de 1965, em Nápoles, Itália.  "Als het weer lente is" não logrou obter qualquer ponto, empatando o último lugar com as canções da Finlândia, Alemanha e Espanha) entre 18 canções participantes.  Foi a segunda vez que a Bélgica teve 0 pontos, depois de  Fud Leclerc em 1962.  .

## Carreira posterior
Em 1965, Marke já tinha o seu próprio programa no canal belga VRT.  Continuou a gravar discos e cantar ao vivo até meados dos anos 70. Em 2002 foi lançado um CD de compilações.

## Discografia
Singles
- 1963 "Luister naar de wind"
- 1964 "Esta noch no"
- 1965 "Als het weer lente is"
- 1967 "Kerstnacht"
- 1967 "Lara's Lied"
- 1967 "Wat is 't leven toch mooi"
- 1970 "Zeemeeuw"
- 1974 "Papillon"
- 1975 "Vlaanderen mijn vaderland"[5]